# Metaphidippus perfectus
Metaphidippus perfectus là một loài nhện trong họ Salticidae.
Loài này thuộc chi Metaphidippus. Metaphidippus perfectus được Elizabeth Maria Gifford Peckham & George William Peckham miêu tả năm 1901.